# Baile de cossis
El Baile de Cossis de Tarragona (Ball de Cossis en catalán) es un baile tradicional de cercavila, forma parte del Seguici Popular de las Fiestas de Santa Tecla, fiesta mayor de la ciudad de Tarragona (España).
Sus referencias son antiguas, pero se recuperó como tal en el año 2004 por el Esbart Dansaire de Tarragona.
El nombre «Cossis» (término catalán que significa: ‘recipiente’, ‘vaso’ o ‘tiesto en forma troncocónica’) se relaciona con la característica principal del baile, su sombrero. 

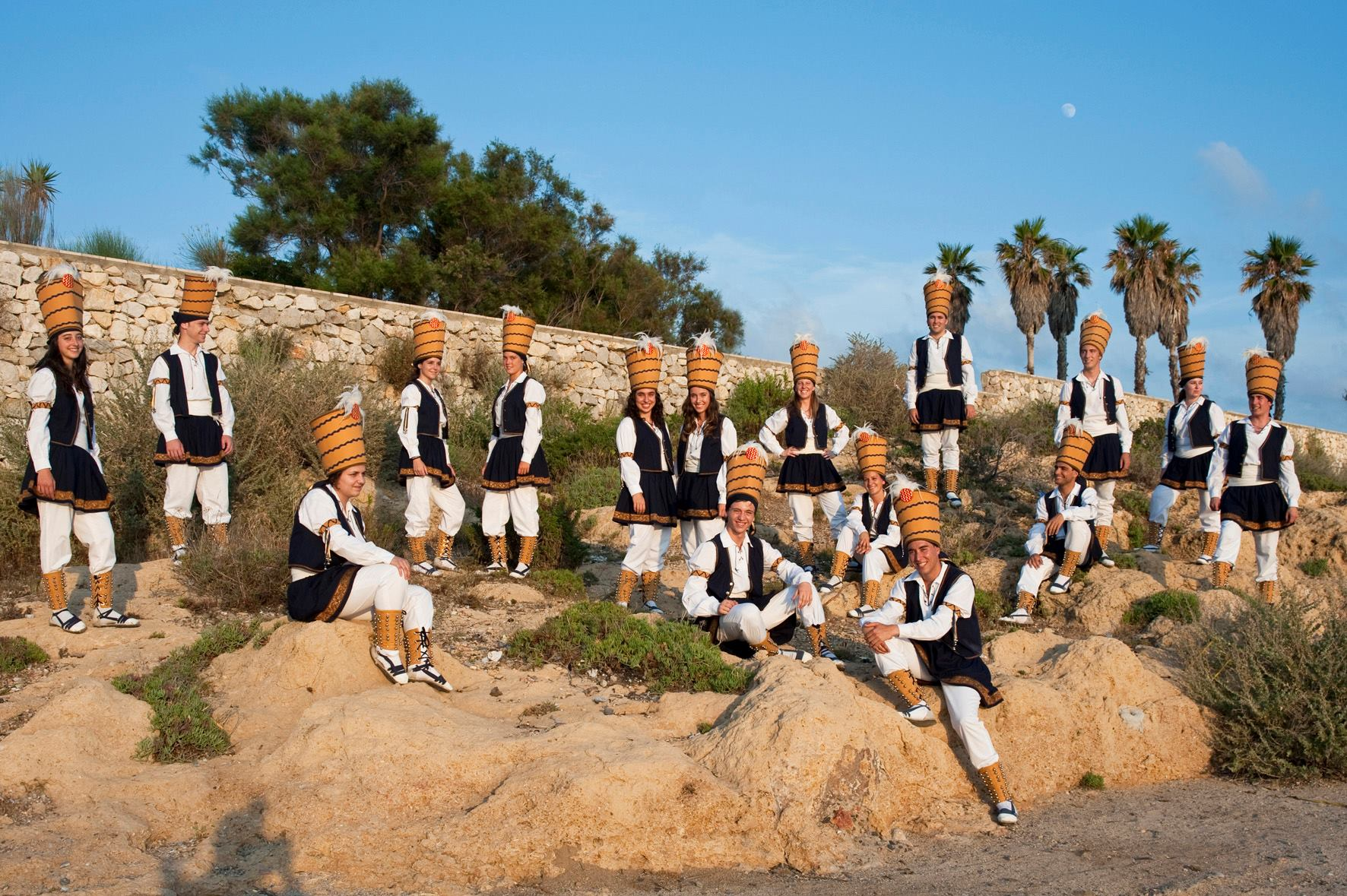
Postal ST2013

## Historia
La primera referencia del Baile de Cossis (antiguamente también llamado Cossis i Prims) data del siglo XV, y la última del año 1804.
La aparición del baile se encontraría en la fiesta Medieval de la Ciudad, el grupo lo representaba el gremio de los cordeleros, ya que en la Edad Media cada baile pertenecía a un gremio de la ciudad.  
Las referencias históricas indican que era un baile alegre, vistoso, colorido y con un traje adornado por un número significativo de cascabeles.
En el año 2004 fue recuperado por el "Esbart Dansaire de Tarragona" y volvió a las calles de la ciudad. Fueron apadrinados por el baile de "Els set pecats Capitals" de la misma ciudad.
En el año 2013 se funda la versión pequeña del baile, una copia integrada por niños, y que participará en la cercavila de la Santa Tecla Petita.

En el año 2013 será la imagen de las fiestas de Santa Tecla, con un diseño realizado por Gerard Joan.

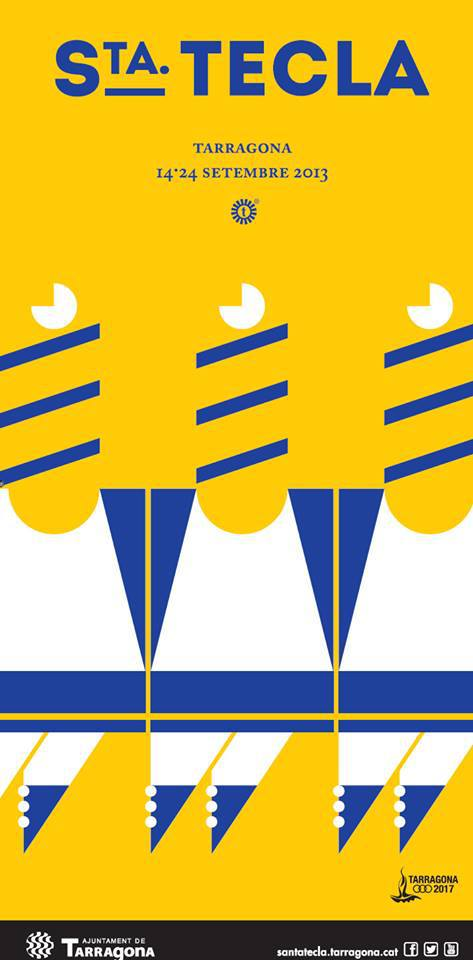
Santa tecla 2013

## Baile
La recuperación de la coreografía es obra de Mª Claustre Fa, hija de Salvador Fà i Llimiana. Se trata de un baile alegre, que dura unos siete minutos, pero que fragmentado está destinado a ser bailado en pasacalles. 
Es un baile de 6 parejas, pero lo bailan dieciséis personas jóvenes, ya que es muy movido y cansado, y la procesión es larga, por lo que por turnos doce de ellos bailan, y los otros cuatro descansan. Los cossiers tienen edades comprendidas entre los 17 y los 31 años, y mayoritariamente están vinculados a alguna otra sección del "Esbart Dansaire de Tarragona". 
Son diversas las figuras que se forman en el baile, como: el triángulo, la estrella, el cuadrado o la redonda.

## Vestuario
El vestuario fue creado por el propio Esbart, basándose en la documentación existente, intentando recuperar el espíritu de los bailes de Cossis y aportando un toque de personalidad.
Es un vestuario totalmente igual para hombres y mujeres. 

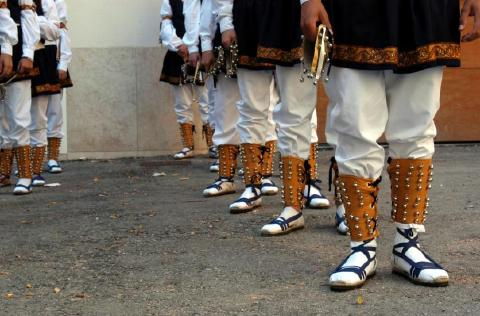
Detalle

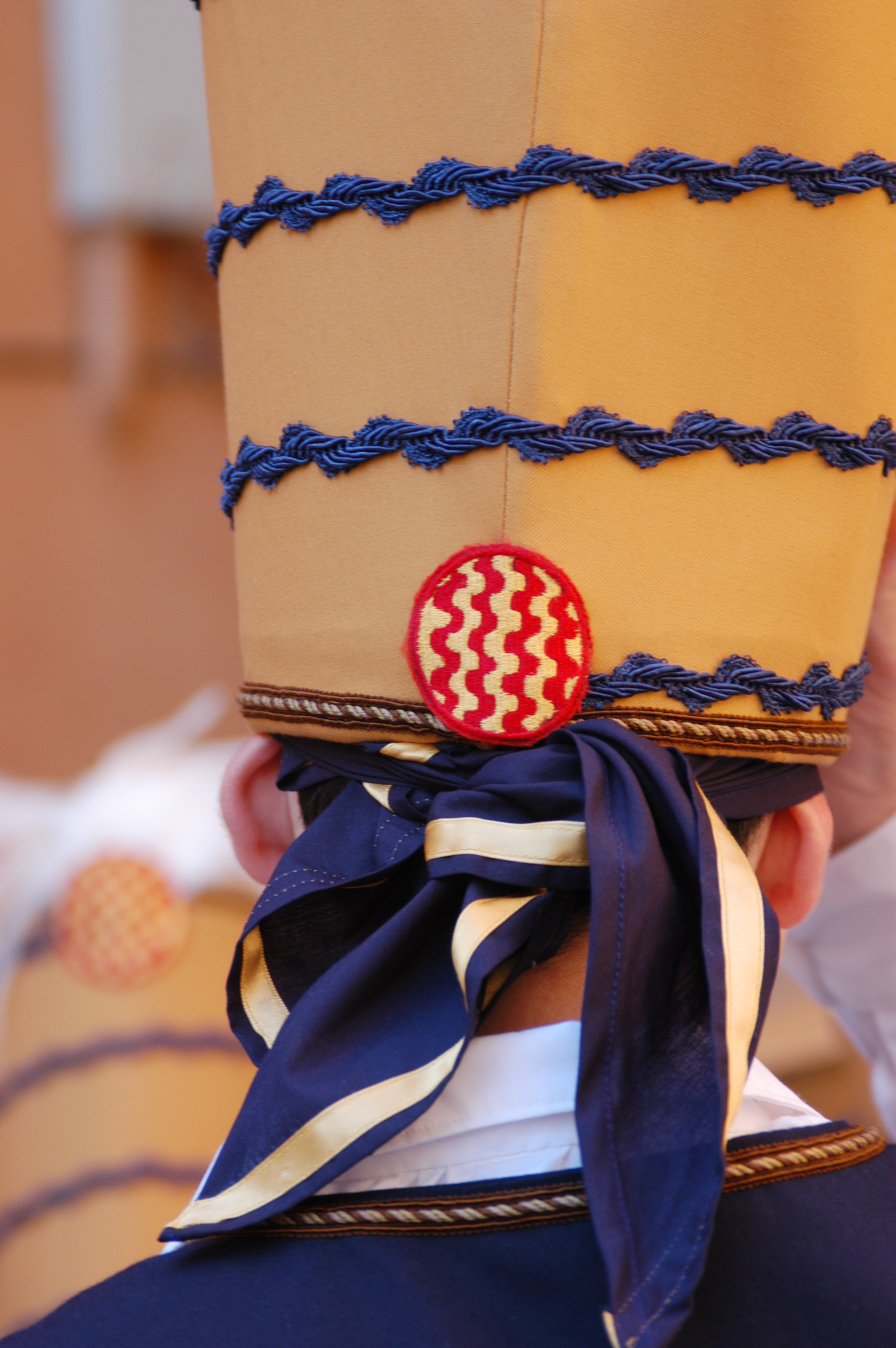
Ball de Cossis barret

Los colores del vestuario simbolizan un baile marinero, con los colores de la arena y del mar. El gorro, que da nombre al baile, representa un barreño. Cada componente lleva aproximadamente 80 cascabeles.

## Música
Su música es muy festiva y alegre, se trata de una melodía original de Jordi Fa, armonizada por Joan Biosca. El baile sale acompañado por una cobla de tres quartans ampliada (tarota, flabiol i tamborí, acordió, tuba i sac de gemecs, timbal).

## Actuaciones
Los Cossiers actúan de forma fija dentro de las fiestas de Santa Tecla:  la tarde del 22 de septiembre (La víspera), primera salida al completo del Cortejo Popular; y el día 23 de septiembre(Día de Santa Tecla) en la salida del Cortejo Popular para acompañar por la mañana a la corporación municipal, y por la tarde a la Procesión del brazo de Santa Tecla, ésta termina con una impresionante actuación a las puertas de la Catedral, llamada la Entrada de Santa Tecla.
Aunque su casa es Tarragona, también actúan como invitados para participar en pasacalles de fiestas populares, eventos particulares, y celebraciones.

## Vídeos actuaciones
- Ball de Cossis - SANTA TECLA TARRAGONA 2013
- Ball de Cossis petit - Santa Tecla 2019
- Ball de Cossis - Santa Tecla 2017
- 15 anys del Ball de Cossis (2019)